# Іфрімешть
Іфрімешть, Іфрімешті (рум. Ifrimești) — село у повіті Вилча в Румунії. Адміністративно підпорядковане місту Хорезу.
Село розташоване на відстані 186 км на північний захід від Бухареста, 32 км на захід від Римніку-Вилчі, 96 км на північ від Крайови, 137 км на захід від Брашова.

## Населення
За даними перепису населення 2002 року у селі проживали 209 осіб, усі — румуни. Усі жителі села рідною мовою назвали румунську.